# Namadytes cimbebasiensis
Namadytes cimbebasiensis är en tvåvingeart som beskrevs av Hesse 1972. Namadytes cimbebasiensis ingår i släktet Namadytes och familjen Mydidae.
Artens utbredningsområde är Namibia. Inga underarter finns listade i Catalogue of Life.